# 원스 어폰 어 타임 인 아나톨리아
원스 어폰 어 타임 인 아나톨리아(튀르키예어: Bir Zamanlar Anadolu'da, 영어: Once Upon a Time in Anatolia)는 2011년 공개된 영화이다.

## 줄거리
한밤중, 터키 아나톨리아의 시골 마을 케스킨에서 살인 사건의 피해자 야샤르 토프락의 시신을 찾는 무리가 있다. 범인 케난은 술에 취한 상태에서 정신적으로 불안정한 동생과 함께 시신을 묻었고, 밤인데다 지형이 반복적이어서 매장 장소를 쉽게 찾지 못한다. 밤이 깊어지면서 검사 누스렛은 의사 제말에게 출산 직후 자신의 사망 날짜를 정확히 예언한 여성의 이야기를 들려준다. 제말은 그녀가 약물로 스스로 죽음을 앞당겼을 가능성을 제기한다.
경찰청장 나지는 케난이 담배를 피우는 것을 막고, 그럴 자격이 필요하다고 말한다. 일행은 근처 마을에 들르고, 촌장은 누스렛에게 노인 인구가 많은 자신의 마을에 시체안치소를 지을 수 있도록 지원해달라고 요청한다. 갑자기 정전이 발생하고 촌장의 딸이 차를 가져오는데, 그녀의 아름다움에 케난은 눈물을 흘린다. 그는 나지에게 자신이 야샤르의 아들 아뎀이 사실 자신의 아들이라는 사실을 밝혀 싸움이 일어났고, 그 과정에서 야샤르를 죽였다고 고백한다. 나지는 그에게 담배를 건넨다.
날이 밝자 케난은 마침내 시신을 찾는다. 당국은 시신이 묶여 있는 것을 발견하고, 케난의 차 트렁크에 넣기 위해서 묶은 것이라는 것을 알게 된다. 시신 가방을 깜빡한 그들은 시신을 자신들의 차 트렁크에 억지로 넣는다. 케스킨으로 돌아가는 길에 아뎀과 그의 어머니 귈나즈는 차에서 내리는 케난을 지켜본다. 아뎀은 케난의 머리에 작은 돌을 던지고, 케난은 눈물을 흘린다.
제말은 누스렛과의 대화에서 특정 약물이 심장마비를 유발할 수 있다고 언급하고, 누스렛은 장인의 심장병 때문에 그 약물에 대해 알고 있다고 인정한다. 누스렛은 여자가 남편의 불륜 때문에 자살했을 수 있지만, 아이가 태어난 후에 실행했을 것이라고 추측한다. 누스렛이 이 상황을 설명하는 방식은 그 여자가 자신의 아내였음을 암시한다. 귈나즈는 시신이 야샤르임을 확인하고, 부검 결과 야샤르의 폐에서 흙이 발견되어 그가 산 채로 매장되었음을 알 수 있다. 그러나 제말은 이를 보고서에서 생략한다. 기술자가 야샤르의 시신을 해부하는 동안 제말은 야샤르의 유품을 가지고 떠나는 토프락 가족을 바라본다.

## 출연

### 주연
- 이을마즈 에르도안
- 타네르 비르셀

### 조연
- 아흐메트 뮘타즈 타일란
- 무함메트 우주네르

## 같이 보기
- 2011년 영화